# Ottomaanse aanval op Otranto

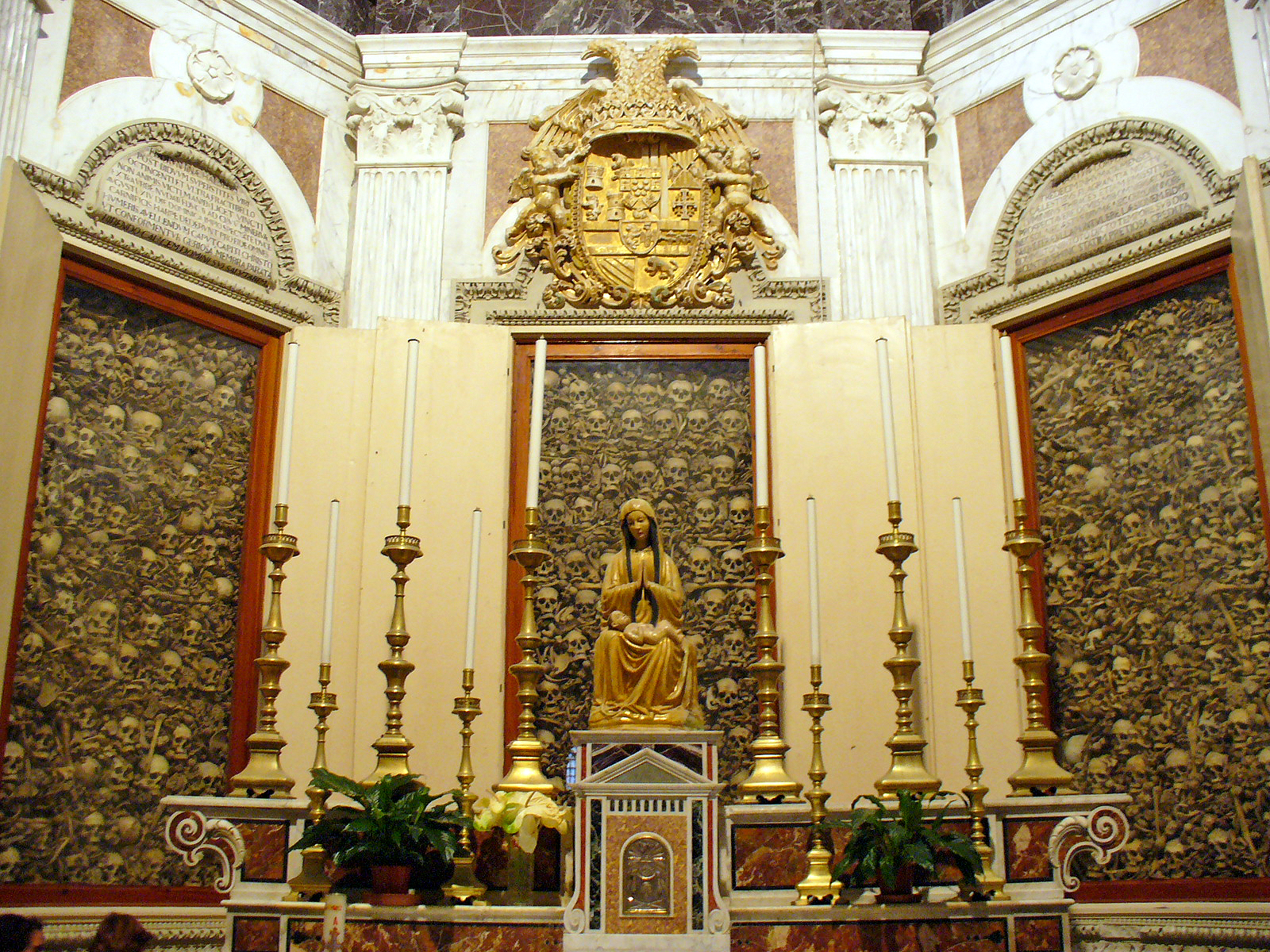
De kapel in de kathedraal van Otranto met de gebeenten van de 800 martelaren die zijn gedood door de Ottomanen.

De Ottomaanse aanval op Otranto was een aanval van de Ottomaanse marine op de Zuid-Italiaanse stad Otranto in 1480 die leidde tot de Ottomaanse verovering van de stad. In 1481 werd de stad heroverd door een christelijke strijdmacht.

## Ottomaanse aanval
In 1480 viel de Ottomaanse marine Rodos aan. Na langdurige gevechten gaven de Ottomanen het beleg van Rodos op en zette de vloot koers richting de Italiaanse oostkust. De Ottomanen werden geleid door Gedik Ahmed Pasja en hadden de beschikking over ongeveer 70 schepen. De vloot, die wellicht werd versterkt met schepen uit het Ottomaanse Albanië, bereikte het Apulische Otranto op 28 juli 1480. Het garnizoen, dat onder leiding stond van graaf Francesco Largo trok zich samen met de burgers terug in de citadel van Otranto. Na een beleg werd de citadel op 11 augustus veroverd door de Ottomanen.
Na de verovering van de stad werden alle mannelijke inwoners van de stad bijeengedreven. Aartsbisschop Stefano Agricoli en anderen werden gedood in de kathedraal, die nu als stal werd gebruikt. Op 14 augustus werden 800 burgers die weigerden zich tot de islam te bekeren naar de Minerva-heuvel (colle della Minerva) gebracht en daar onthoofd. Enkele van de overblijfselen van de 800 martelaren bevinden zich tegenwoordig in de kathedraal van Otranto en in de Santa Caterina a Formiello in Napels.
Later in augustus zetten 70 schepen koers richting Vieste en vielen de stad aan. Op 12 september werd het Monastero di San Nicholas di Casole, met een rijke boekencollectie, vernietigd. De Ottomanen vielen in oktober 1480 de kuststeden Lecce, Tarente en Brindisi aan.
Vanwege een gebrek aan voedsel keerde de Ottomaanse aanvoerder Gedik Ahmed Pasja terug met het grootste deel van zijn troepen naar Albanië. Hij liet een garnizoen, bestaande uit 800 infanteristen en 500 cavaleristen, achter in Otranto. Men verwachtte dat de aanvoerder na de winter zou terugkeren.

## Tegenaanval
De stad Otranto hoorde bij het Koninkrijk Napels, waarover koning Ferdinand I heerste. Ferdinand I trok op 8 september met een klein leger naar Apulië. De koning durfde het niet aan om de Ottomanen aan te vallen, vanwege de zwakte van zijn troepen. Hij hoopte er echter op de Ottomanen tot aan de winter te kunnen beletten andere steden in zijn koninkrijk aan te vallen.
De Ottomaanse verovering van Otranto kwam slechts 27 jaar na de val van Constantinopel in 1453 en zodoende vreesde men in Rome dat de pauselijke hoofdstad hetzelfde lot zou ondergaan. In Rome werden plannen gemaakt om de paus en burgers te evacueren en paus Sixtus IV herhaalde zijn oproep tot een kruistocht uit 1471. Verscheidene Italiaanse stadstaten, Hongarije en Frankrijk reageerden hier positief op. Zij stuurden hulptroepen naar koning Ferdinand I van Napels.
Het verenigde leger kwam onder leiding van Alfons, de zoon van Ferdinand I, en ging in het voorjaar van 1481 tot de tegenaanval over. Ze vertrokken vanuit het kasteel van Oria. Op 1 mei begon de belegering van Otranto. De Ottomanen verdedigden zich succesvol totdat het bericht van de dood van sultan Mehmet II op 3 mei aankwam. De dood van de sultan veroorzaakte binnenlandse spanningen in het Ottomaanse Rijk in verband met de troonopvolging en de belegerde Ottomanen hoefden niet meer op hulptroepen te rekenen. Na een succesvolle stormloop op de stad door het Napolitaanse leger op 23 augustus, begonnen de strijdende partijen te onderhandelen. De Ottomanen werd toegestaan zich terug te trekken, maar toen de Napolitaanse troepen op 10 september de stad binnentraden, namen ze ongeveer 100 mannen gevangen, die vervolgens als galeislaaf moesten dienen. De stad die voor de Ottomaanse verovering ongeveer 20.000 inwoners had, had na de herovering nog maar 8.000 inwoners. Veel overlevenden verlieten de stad uit angst voor een nieuwe aanval.
In 1537 deed een Ottomaanse vloot nog eenmaal een niet geslaagde poging om Otranto in te nemen.